# Bowers Gifford
Bowers Gifford es un pequeño pueblo y antigua parroquia civil, ahora en la parroquia de Bowers Gifford and North Benfleet, en el sur de Essex, Inglaterra. Se encuentra al este de Basildon, entre Pitsea y Thundersley. Los fortines de los campos circundantes atestiguan el papel que desempeñó en tiempos de guerra en la defensa del estaurio del Támesis, que domina. En 1931, la parroquia tenía una población de 468 habitantes.
El topónimo 'Bowers Gifford' se atestigua por primera vez en el Libro de Domesday de 1086, donde aparece como Bura, que significa "cabañas", del Inglés Antiguo bur, en inglés moderno bower. El elemento 'Gifford ' se refiere a su señores de la mansión.

## Historia
Los Giffard parecen haber ocupado el señorío de Bures Gifford desde el reinado de Eduardo I. En 1253, William Giffard y Gundred, su esposa, poseían el "advowson" de la Iglesia de Santa Margarita de Bures; y en 1259 se registra que William Giffard poseía 100a de tierra en Bures, por la Sargentocia de hacer la manteca o tocino del Rey, siempre que estuviera en Inglaterra; y que también poseía el Ciento de Barstable del Rey por £16, y un marco, y usado antes para pagar al Rey £18.
En 1281, el rey Eduardo I, a cambio de la Bailía del Ciento y Medio de Barstable, confirmó a William Gifford y a Robert, su hijo, y a Gundred, la esposa de dicho Robert, como propietarios, el Señorío de Bowers, libre y exento de la antigua granja, reservándose la vista de "Frankpledge" y otras libertades de la misma; reservando también a dicho Robert las ferias y beneficios de su mercado en Horingdon (Horndon), con algunas otras excepciones, y fine warren.
El edificio más histórico que se conserva es el del siglo XIV, "Iglesia de Santa Margarita".
El uno de enero de 1937 se abolió la parroquia para constituir Billericay .